# Thời trang đường phố Nhật Bản
Có nhiều phong cách thời trang đường phố ở Nhật Bản, được tạo nên từ hỗn hợp các nhãn hiệu địa phương và nước ngoài. Một vài trong số những phong cách này là cực đoan và đi tiên phong, tương tự với việc may đo cao cấp thường thấy trên các sàn diễn thời trang châu Âu. Sự nổi lên và xuống thế của nhiều trong số những xu hướng đó được nhiếp ảnh gia Shoichi Aoki ghi chép lại kể từ năm 1997 trong cuốn tạp chí thời trang Fruits, đây vốn là tạp chí nổi bật trong việc quảng bá thời trang đường phố tại Nhật Bản.
Năm 2003, nhạc hip hop Nhật Bản vốn từ lâu đã ra mắt trong giới bay lắc underground của Tokyo và có ảnh hưởng đến ngành công nghiệp thời trang chính thống. Sự phổ biến của dòng nhạc này mạnh mẽ đến mức giới trẻ Tokyo đã bắt chước các ngôi sao nhạc hip hop ưa thích của họ từ cách ăn mặc với quần áo rộng thùng thình cho đến làn da rám nắng.

## Thời trang đường phố Nhật Bản hiện đại
Mặc dù mốt thời trang thì thay đổi qua các năm nhưng thời trang đường phố vẫn chiếm thế chủ đạo ở Tokyo ngày nay. Ta thường thấy những người trẻ tuổi diện quần áo và đồ trang điểm của tiểu văn hóa tại các quận thời trang đô thị lớn như Harajuku (Ura-Harajuku), Aoyama, Ginza, Odaiba, Shinjuku và Shibuya.

## Ngành công nghiệp thời trang và các nhãn hiệu nổi tiếng
Mặc dù thời trang đường phố Nhật Bản được biết đến thông qua sự phối đồ và so khớp các phong cách và thể loại khác nhau, và không có một nhãn hiệu được săn đón duy nhất nào có khả năng thu hút được tất cả các nhóm thời trang, lượng nhu cầu khổng lồ được tạo ra bởi số dân hay làm điệu thì được ngành công nghiệp thời trang sôi động của Nhật cung ứng và hỗ trợ. Issey Miyake, Yohji Yamamoto và Comme des Garçons thường được coi là ba nhãn hiệu đặt nền móng cho ngành thời trang Nhật Bản.

## Ảnh hưởng trên trường quốc tế
Thời trang đường phố Nhật Bản có tầm ảnh hưởng đến Bờ Tây nước Mỹ. Các nhãn hiệu thời trang cao cấp như Comme des Garçons đóng một vai trò lớn trong ngành thời trang toàn cầu kể từ thập niên 1980, đặc biệt là thông qua thiết kế khách hàng tạp giao thường xuyên với các hãng khác. Năm 2008, bà Rei Kawakubo đã tham gia thiết kế cho các nhãn hiệu Louis Vuitton và H&M.
Tác phẩm của Tomoko Yamanaka từng là điểm nhấn tại Tuần lễ Thời trang Luân Đôn năm 2010.